# Paramaretia multituberculata
Paramaretia multituberculata is een zee-egel uit de familie Eurypatagidae.
De wetenschappelijke naam van de soort werd in 1950 gepubliceerd door Theodor Mortensen.